# Helios

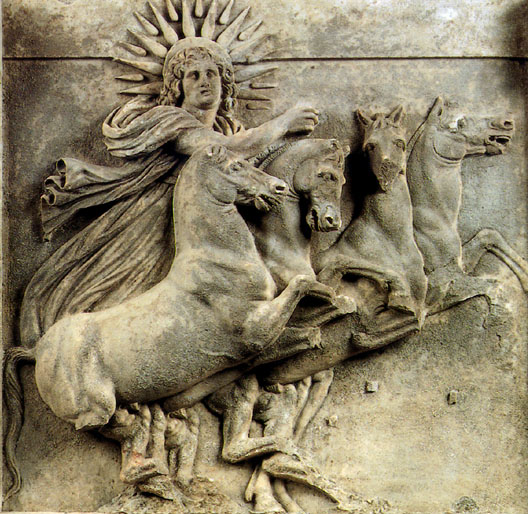
Relieve troyano que representa a Helios en un triglifo con metopa del Templo de Atenea. Se conserva hoy en el Museo de Pérgamo (Berlín).

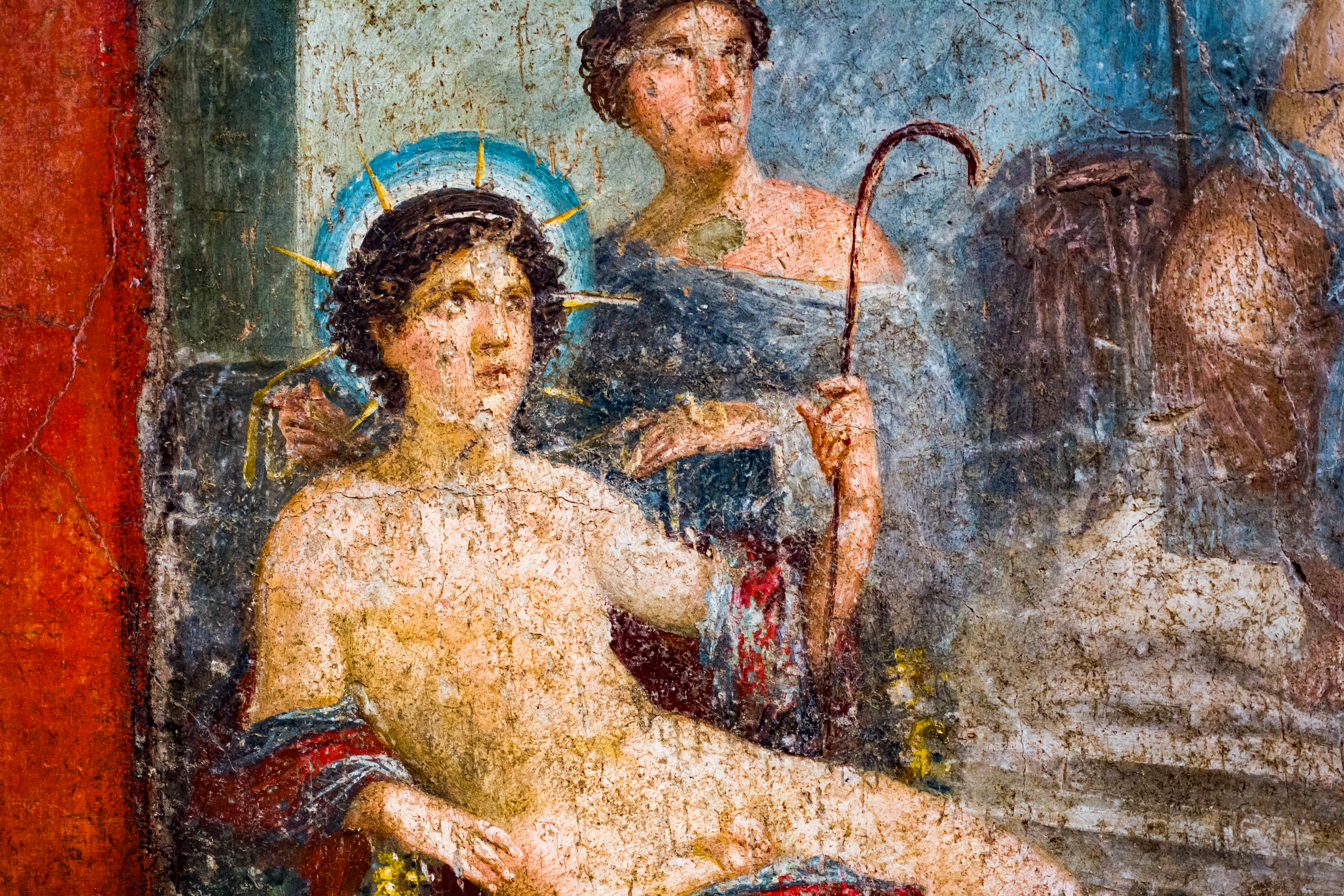
Helios en un antiguo fresco de Pompeya.

En la mitología griega, Helio o Helios (en griego: Ἥλῖος, en latín: Sol) es la personificación del «Sol». Homero lo denomina simplemente como Hiperión. Otros lo denominan explícitamente como parte de la raza de los titanes.
En la Teogonía Helios es hijo de los titanes Hiperión y Tea, y por lo tanto hermano de Selene, la luna y Eos, la aurora.En los himnos homéricos su madre es nombrada como Eurifaesa, «amplio brillo»,en tanto que otra fuente la denomina como Etra.Pausanias nos habla de Titán, asociado con el calendario, al que denomina como hermano de Helios.
Helios era imaginado como un hermoso dios coronado con la brillante aureola del sol, que conducía un carro por el cielo cada día hasta el Océano que circundaba la tierra y regresaba por este hacia el este por la noche. Homero describe el carro de Helios como tirado por toros solares; más tarde Píndaro lo escribió que por «corceles que arrojaban fuego». Posteriormente, los caballos recibieron fogosos nombres: Flegonte (‘ardiente’), Aetón (‘resplandeciente’), Pirois (‘ígneo’) y Éoo (‘amanecer’).
A medida que pasó el tiempo, Helios fue cada vez más identificado con el dios de la luz, Apolo. Su equivalente en la mitología romana era el Sol, y específicamente Sol Invictus.

## Mitología griega

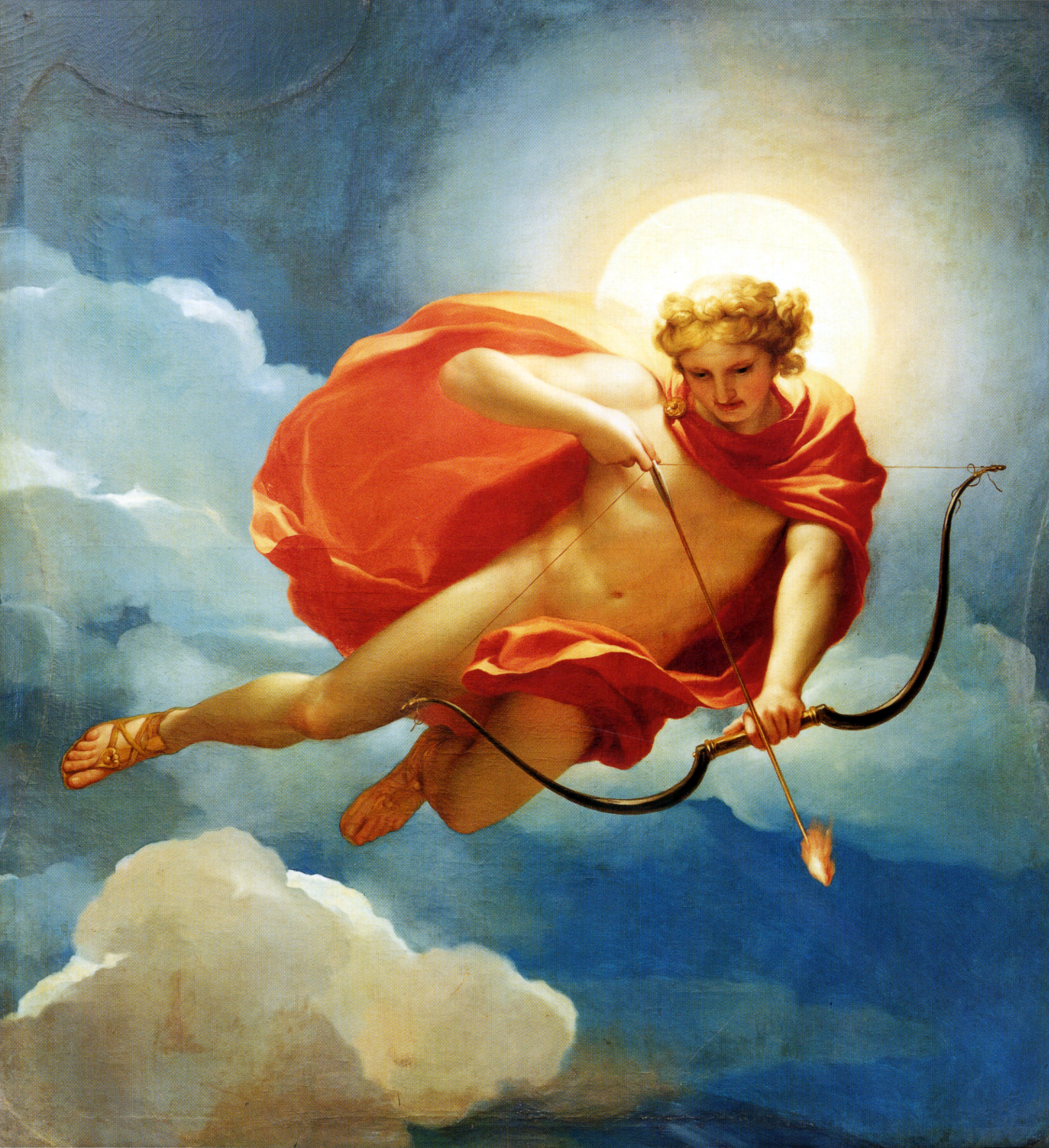
Helios como personificación del medio día.

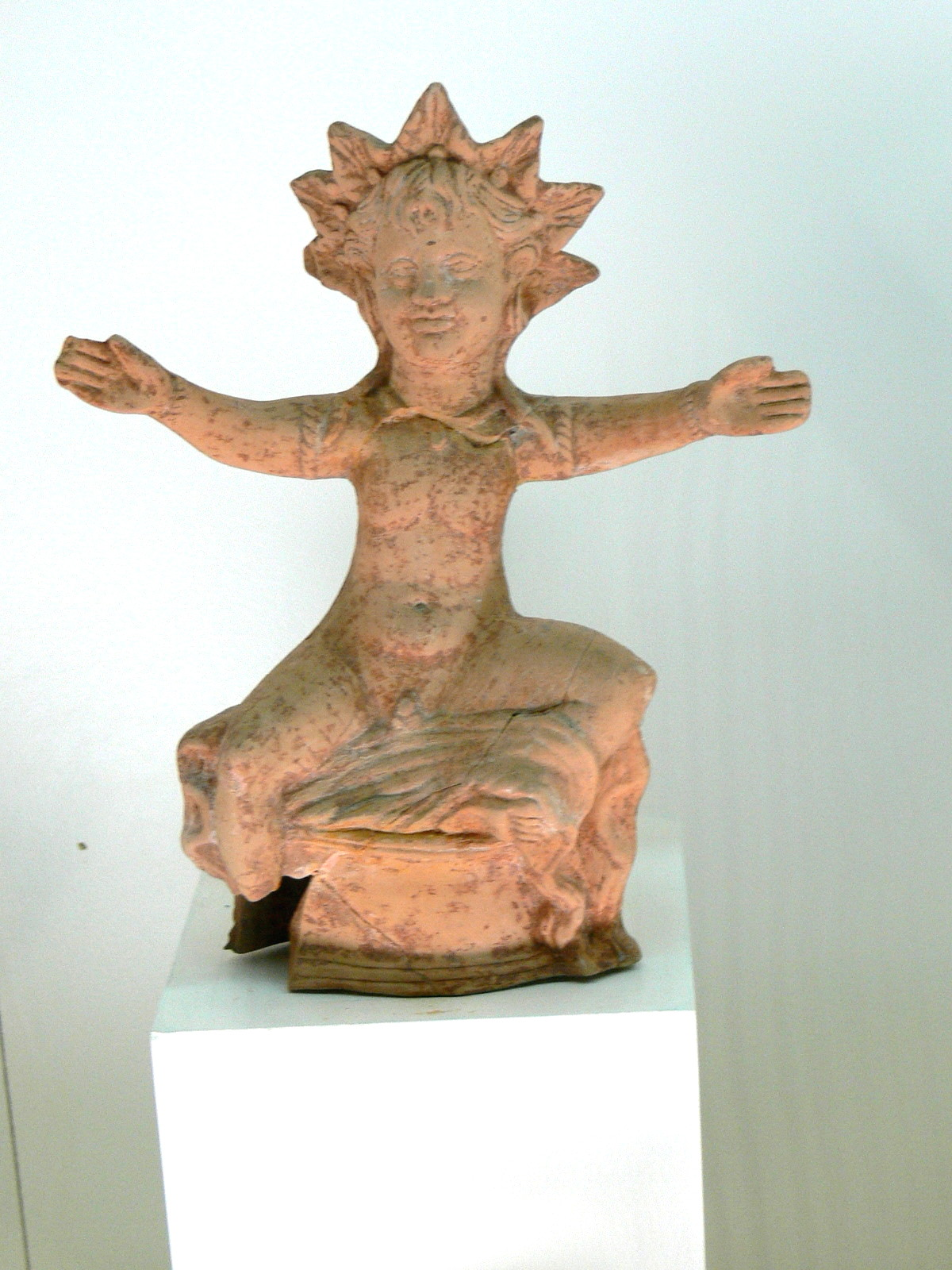
Estatuilla de Helios, (Museo de Antalya).

La historia más conocida sobre Helios es la de su hijo Faetón, que intentó conducir el carro de su padre por el cielo pero perdió el control e incendió la Tierra.
A veces se aludía a Helios con el epíteto homérico Panoptes (‘el que ve todo’). En la historia narrada en la mansión de Alcínoo en la Odisea, Afrodita, la esposa de Hefesto, se acostaba en secreto con Ares, pero Helios, el señor del sol que todo lo ve, los espió y se lo dijo a Hefesto, quien para castigarlos atrapó a los dos amantes en unas redes tan finas que resultaban invisibles.
En la Odisea, Odiseo y su tripulación superviviente desembarcan en una isla, Trinacia, consagrada al dios sol, en la que  Circe les advirtio no detenerse. Allí se guardaba el sagrado ganado rojo del sol:

Llegarás más tarde a la isla de Trinacia, donde pacen las muchas vacas y pingües ovejas de Helios. Siete son las vacadas, otras tantas las hermosas greyes de ovejas, y cada una está formada por cincuenta cabezas. Dicho ganado no se reproduce ni muere y son sus pastoras dos deidades, dos ninfas de hermosas trenzas: Faetusa y Lampetia; las cuales concibió de Helios Hiperión la divina Neera. La venerada madre, después que las dio a luz y las hubo criado, llevólas a la isla de Trinacia, allá muy lejos, para que guardaran las ovejas de su padre y las vacas de retorcidos cuernos.

Aunque Odiseo advirtió a sus hombres para que no lo hicieran, estos mataron y comieron impíamente algunas cabezas del ganado. Las guardianas de la isla, hijas de Helios, se lo dijeron a su padre. Helios, sin embargo, le exigió a Zeus que castigara a esos hombres si no quería que iniciara otra guerra entre Olimpicos y Titanes, quien destruyó el barco y mató a todos los hombres salvo a Odiseo.
En una vasija griega pintada, Helios aparece cruzando el mar en la copa del trípode délfico, lo que parece ser una referencia solar. En los Deipnosofistas, Ateneo contaba que, al ponerse el sol, Helios subía a una gran copa dorada en la que pasaba desde las Hespérides en el extremo occidental hasta la tierra de los etíopes, con quienes permanecía las horas de oscuridad. Cuando Heracles viajó a Eritea para cobrarse el ganado de Gerión, cruzó el desierto libio y quedó tan frustrado por el calor que disparó una flecha a Helios, el sol. Helios le rogó que parase y Heracles pidió a cambio la copa dorada que Helios usaba para cruzar el mar cada noche, de oeste a este. Heracles usó esta copa dorada para llegar a Eritea.
Con la oceánide Perseis, Helios fue el padre de Perses, Eetes, Circe y Pasífae. También fue padre de las Helíades.

## Helios y Apolo
Helios es identificado a veces con Apolo: «Nombres diferentes pueden aludir al mismo ser» observa Walter Burkert, «o bien pueden ser conscientemente igualados, como en el caso de Apolo y Helios.» En la obra de Homero, Apolo es identificado claramente como un dios diferente, relacionado con las plagas, con un arco plateado (no dorado) y sin características solares.
La primera referencia segura a Apolo identificado con Helios aparece en los fragmentos conservados de la obra de Eurípides Faetón, en un discurso cerca del final, cuando Clímene, la madre de Faetón, lamenta que Helios haya destruido a su hijo, el Helios al que los hombres llaman justamente Apolo (entendiéndose aquí que el nombre significa Apolón, ‘destructor’).
Para la época helenística Apolo había pasado a estar estrechamente relacionado con el sol en los cultos. Su epíteto Febo (‘brillante’), sería más tarde aplicado también por los poetas latinos al dios Sol.

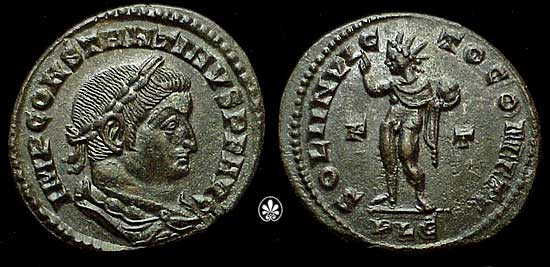
Moneda del emperador romano Constantino I representando a Sol Invictus/Apolo con la leyenda SOLI INVICTO COMITI, c. 315.

La identificación se hizo común en textos filosóficos y aparece en las obras de Parménides, Empédocles, Plutarco y Crates de Tebas entre otros, así como en algunos textos órficos. Eratóstenes escribe sobre Orfeo en sus Catasterismos:

Pero habiendo bajado al Hades por su esposa y viendo las cosas que allí había, no continuó adorando a Dioniso, por lo que se había hecho famoso, sino que pensó que Helios era el más grande de los dioses, Helios al que también se llamaba Apolo. Despertándose cada noche hacia el amanecer y subiendo a la montaña llamada Pangeo esperaba a que el sol subiera para ser el primero en verlo. Por eso Dioniso, estando enfadado con él, envió a las Basárides, como cuenta el autor de tragedias Esquilo, quienes le despedazaron y esparcieron sus miembros.

Los poetas latinos clásicos también usaron Febo como sobrenombre para el dios-sol, de donde proceden las referencias comunes en la poesía europea posterior a Febo y su carro como metáfora para el sol. Pero en las apariciones concretas en los mitos, Apolo y Helios están separados. El dios-sol, hijo de Hiperión, con su carro solar, aunque llamado a menudo «Febo», nunca es llamado Apolo salvo en identificaciones expresas que no son tradicionales. Los poetas romanos se referían a veces al dios sol como «Titán».

## Culto de Helios
L. R. Farnell asumió «que el culto solar había sido una vez prevalente y poderoso entre los pueblos de la cultura prehelénica, pero que muy pocas de las comunidades del periodo histórico posterior lo conservaron como un factor potente de la religión estatal.» Nuestras fuentes literarias, principalmente áticas, tienden a darnos un inevitable sesgo ateniense cuando se examina la antigua religión griega, y «no podía esperarse que ningún ateniense adorase a Helios o Selene,» observa J. Burnet, «pero podríamos pensar que eran dioses, dado que Helios era el gran dios de Rodas y Selene era adorada en Elis y otras partes». James A. Notopoulos considera que la distinción de Burnet es artificial: «Creer en la existencia de los dioses implica su reconocimiento en los cultos, como muestra Leyes 87 D, E.». En La paz, Aristófanes contrasta la adoración de Helios y Selene con la de los más esencialmente griegos dioses olímpicos, como deidades representativas de los persas aqueménidas. Todas las evidencias demuestran que Helios y Selene fueron dioses menores para los griegos.
«La isla de Rodas es casi el único lugar donde Helios goza de un culto importante», afirma Burkert, describiendo un espectacular rito en el que una cuadriga era despeñada por un precipicio al mar, destacando sus matices del drama de Faetón. Allí se celebraban torneos gimnásticos anuales en su honor. El Coloso de Rodas estaba dedicado a él. Helios tenía también un culto importante en la acrópolis de Corinto en el continente griego.
La tensión entre la veneración religiosa tradicional dominante de Helios, que se había enriquecido con los valores éticos y el simbolismo poético en Píndaro, Esquilo y Sófocles, y el examen jónico protocientífico de Helios el Sol, un fenómeno que los estudios griegos calificaban de meteora, chocaron en el juicio de Anaxágoras (ca. 450 a. C.), un anticipo del culturalmente traumático juicio de Sócrates por irreligiosidad, en el año 399.
En La República de Platón Helios, el Sol, es la descendencia simbólica de la idea del Bien.

## Helios Megisto
En la Antigüedad Tardía un culto de Helios Megisto (‘Gran Helios’) añadió a la imagen de Helios varios elementos sincréticos, que han sido analizados con detalle por Wilhelm Fauth mediante una serie de textos griegos tardíos, en concreto: un Himno a Helios órfico; la llamada Liturgia Mitraica, en la que Helios gobierna los elementos; hechizos y encantamientos de invocación a Helios entre los papiros mágicos griegos; un Himno a Helios de Proclo; la Oración a Helios de Juliano, último conservador del paganismo oficial; y un episodio de las Dionisíacas de Nono.

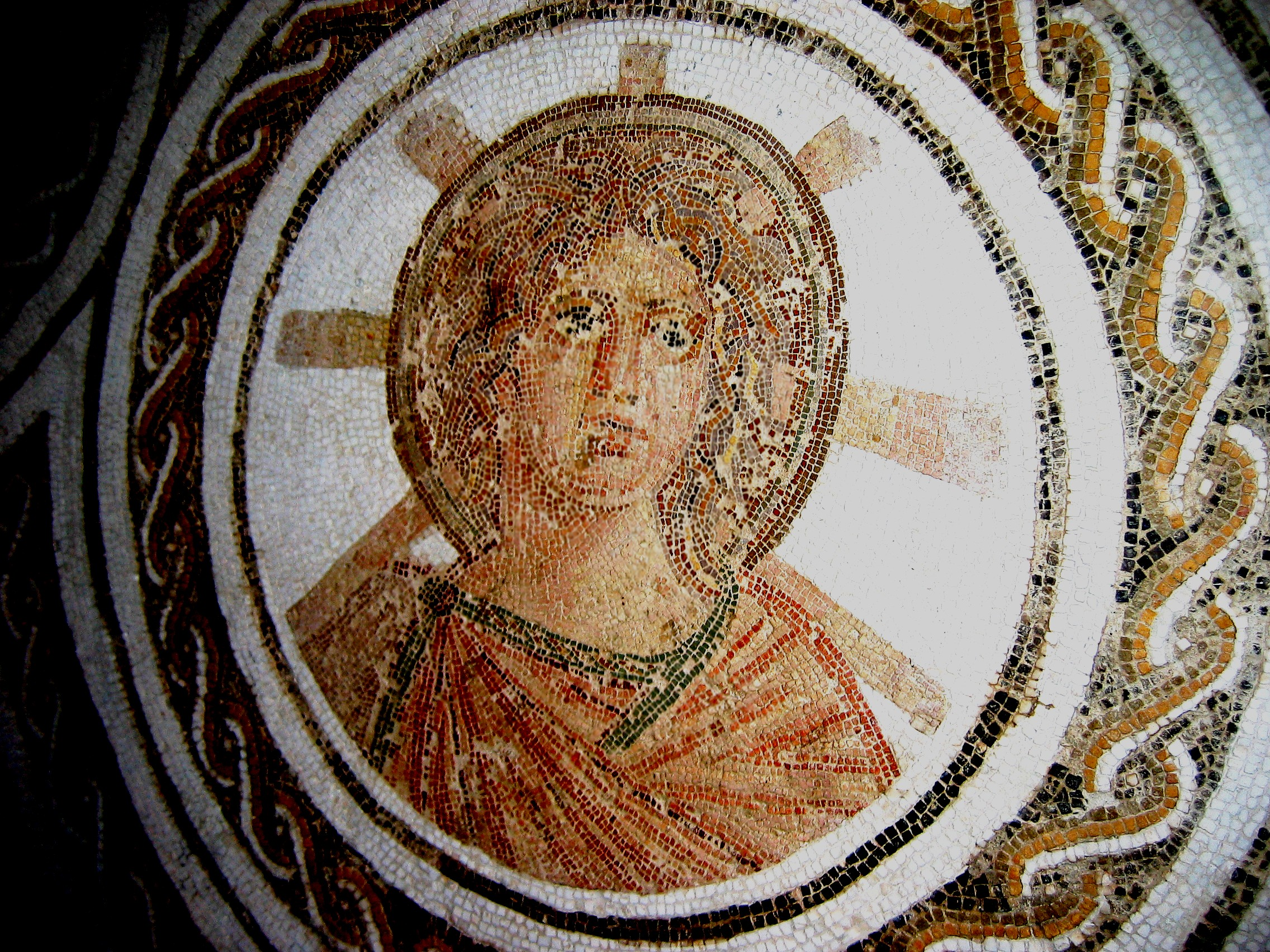
Apolo solar con el halo de Helios en un mosaico romano de suelo, El Djem, Túnez, finales del.

## Genealogía

### Abuelos, padres, tíos y hermanas
Según Hesíodo en su Teogonía estos son sus familiares:
|        |        |        |        |        |        | Urano | Urano | Urano  | Urano  | Urano  | Urano  |          |          |          |          |          |          | Gea | Gea | Gea           | Gea           | Gea           | Gea           |               |               |
|        |        |        |        |        |        | Urano | Urano | Urano  | Urano  | Urano  | Urano  |          |          |          |          |          |          | Gea | Gea | Gea           | Gea           | Gea           | Gea           |               |               |
|        |        |        |        |        |        |       |       |        |        |        |        |          |          |          |          |          |          |     |     |               |               |               |               |               |               |
|        |        |        |        |        |        |       |       |        |        |        |        |          |          |          |          |          |          |     |     |               |               |               |               |               |               |
|        |        |        |        | Tea    | Tea    | Tea   | Tea   | Tea    | Tea    |        |        | Hiperión | Hiperión | Hiperión | Hiperión | Hiperión | Hiperión |     |     | Otros Titanes | Otros Titanes | Otros Titanes | Otros Titanes | Otros Titanes | Otros Titanes |
|        |        |        |        | Tea    | Tea    | Tea   | Tea   | Tea    | Tea    |        |        | Hiperión | Hiperión | Hiperión | Hiperión | Hiperión | Hiperión |     |     | Otros Titanes | Otros Titanes | Otros Titanes | Otros Titanes | Otros Titanes | Otros Titanes |
|        |        |        |        |        |        |       |       |        |        |        |        |          |          |          |          |          |          |     |     |               |               |               |               |               |               |
|        |        |        |        |        |        |       |       |        |        |        |        |          |          |          |          |          |          |     |     |               |               |               |               |               |               |
| Selene | Selene | Selene | Selene | Selene | Selene |       |       | Helios | Helios | Helios | Helios | Helios   | Helios   |          |          | Eos      | Eos      | Eos | Eos | Eos           | Eos           |               |               |               |               |

### Consortes y descendencia
Ya desde la Teogonía se nos que dice que «con el incansable Helio, la ilustre oceánide Perseide tuvo a Circe y al rey Eetes». Otras versiones dicen que Perse le dio a Helios además a Pasífae y a Perses. Las fuentes más tardías nos dicen que la pareja concibió además a Aloeo y a Calipso. A veces se citan otras consortes alternativas para esta prole, como Éfira, Antíope o la epónima Creta.
En la Biblioteca se dice que la esposa de Helio era Rode, una hija de Poseidón y Anfítrite, también conocida como la ninfa de la ninfa de la isla de Rodas, Rodo. Ésta le dio a Helio a aquéllos conocidos como los Helíadas: «los siete hijos eran Óquimo, Cércafo, Macar, Actis, Ténages, Tríopas y Cándalo, y había una sola hija, Electrione, que dejó la vida cuando todavía era una muchacha y obtuvo de los rodios los honores que se conceden a los héroes». O bien se llamaban Trínax, Macario y Auges. Otros dicen que Rode era una hija de Asopo y madre por Helios de Faetonte y las Helíades. O Helios fue padre, sin especificar con quién, de Jáliso, Camiro y Lindo (epónimos de Ialisos, Cámiros y Lindos), y de ahí proceden los rodios. O fue padre del rodio Esmínteo.
Ovidio nos narra dos amores desdichados de Helios. Clitia fue una amante abandonada por Leucótoe, que finalmente fue metamorfoseada en heliotropo. La propia Leucótoe también fue metamorfoseada en la planta del incienso. Una variante denomina a ésta como Leucótea, quien le dio a Helios al argonauta Tersanonte. Otros amor desdichado fue el de Anaxibia, una náyade de río Ganges; la ninfa escapó del asedio amoroso de Helios pero finalmente desapareció en el santuario de Artemisa del monte Córife.
Aparte de Eetes Helios fue padre de al menos dos célebres (o infames) hijos. Augías era un poderoso rey de Élide, cuya madre pudiera ser Hirmine, hija de Epeo, o Nausídame, hija de Anfidamante, o tal vez una tal Ifíboe. Al malhadado Faetonte, conductor del carro del sol, también se le atribuyen diversas madres por Helios, entre ellas se cuentan Rode, hija de Asopo (en esta versión Faetonte es hermano de las Helíades); incluso Clímene, la hija de Minias; o Clímene, hija de Océano. Tzetzes se complica diciendo que Helios y la océanide Clímene tuvieron a otro Faetón; el Faetón conductor de carro del sol era hijo de Helios y Prote, hija de Neleo.
A Helios se le asocia con varios grupos de hijas colectivas. Célebres especialmente por los poetas latinos, las Helíades son descritas como hijas de Helios y de Clímene, a la sazón una de las oceánides. Antímaco, sin hablar del número de las Cárites ni de sus nombres, dice que son hijas de Egle y de Helios. También una versión tardía imagina a las Horas como hijas (aunque existe una laguna en el texto) de Helios y Selene.
En la Odisea se nos cuenta que Helios engendró con la divina Neera a las dos ninfas que custodian el rebaño divino en la isla de Trinacia, llamadas Faetusa y Lampetia. Al menos una fuente nos aclara que Neera es una de las oceánides. Otras oceánides asociadas como consortes de Helios fueron Ocírroe (con quien engendró al río Fasis), Ceto (madre de Astris) y también Éfira (quien le dio a Eetes).
A Helios se le hace padre, sin especificar la consorte, de muchos más hijos que varían dependiendo de las fuentes. Entre éstos se encuentran Cos, Clímeno, Etón (una variante de Erisictón), la horrenda ninfa Ega, Icnea, Mausolo, Forbante (padre de la epónima Ambracia) e incluso Estérope (descrita como hermana de Pasífae).
Aunque en la mayoría de las fuentes Selene y Eos son hermanas de Helios, en al menos dos variantes éste es padre de las mismas, y no hermano. Incluso también se dice, debido a una asociación poética, que Helios podría ser el padre de Hémera, personificación de la luz del día. Debido a la naturaleza primordial de Helios a éste se le hace padre, en su unión con la Gea, la Tierra, del epónimo Bisaltes, de los ríos Aqueloo y Aqueronte (o bien es este último caso su consorte fue Deméter), y además de los Tritopatores.
Finalmente una tradición aberrante hace a Helios, unido con Atenea, padre de los coribantes. Otra más nos dice que la mismísima Helena era hija suya, habida con Leda.Helios también se prendó del joven hermoso Nerites, en una competición contra Poseidón.

### Los cinco dioses Sol
Según Cicerón y Ampelio los teólogos cuentan hasta cinco dioses Sol —Sol es el nombre latino de Helios—: El primer Sol nació de Júpiter y es, por tanto, nieto de Éter. El segundo Sol nació de Hiperión, como estamos acostumbrados. El tercer Sol se dice nacido de Vulcano, hijo de Nilo, cuya ciudad, según pretenden los egipcios, es la llamada «Heliópolis». O bien el Sol es hijo del Nilo y adorado en Egipto. El cuarto Sol se dice que Acantón parió en Rodas en tiempo de los héroes; fue padre de Jáliso, de Camiro y de Lindo, y de ahí proceden los rodios. El quinto Sol es el que, según se cuenta, procreó entre los de Cólquide a Eetes y a Circe. O bien a Circe, Medea y Faetón.

## Epítetos
- Terpsimbrotos (que alegra a los mortales).